# انعدام الأسنان (اضطراب جيني)
انعدام الأسنان أو عدم الأسنان أو غياب الأسنان الخُلقي أو سقوط الأسنان أو الدَّرَم أو الدَّرَد (بالإنجليزية: anodontia)‏ هو اضطراب جيني نادر يتسبّبُ في عيبٍ خلقي على مُستوى الأسنان اللبنيّة. ينقسمُ هذا الاضطراب إلى فرعين؛ ويُعرف الفرع الأول بانعدامٍ أو غيابٍ كامل للأسنان فيما يقتصرُ الفرع الثاني على غياب بعض الأسنان فقط. يرتبطُ هذا الخلل الجيني معَ الجلد كما لهُ علاقة معَ متلازمات أخرى. بشكلٍ عام فإنّ اضطراب انعدام الأسنان أمرٌ نادر وعادةً ما يكونُ هناك سبب في حصول هذا الخلل مثلَ حصولِ انسداد خلال مرحلة التطور الجنيني نتيجة عوامل وراثية أو أيّ شيء من هذا القبيل.
يرتبطُ انعدام الأسنان بخلل نقص الأسنان (الاسم العلمي: hypodontia) والذي يتمثلُ بالأساس في فقدان سنّ أو اثنين منَ الأسنان الدائمة كما يرتبطُ بخلل قلّة الأسنان (الاسم العلمي: oligodontia) والذي يتمثلُ في غياب ست أسنان أو أكثر فيما يُعدّ الغياب الخلقي لضرس العقل أو أحد الأضراس الأخرى أمرٌ شائع نسبيًا. جديرٌ بالذكر هنا أنّ مصطلح انعدام الأسنان (الاسم العلمي: Anodontia) صار مستخدمًا بشكلٍ رسميّ من قِبلِ قاعدة مدلاين التي تمّ تطويرها على يدِ المكتبة الوطنية للطب.
يُعدّ الغياب الخلقي لسنّ واحدٍ على الأقل من الأسنان الدائمة هو الأكثر شيوعًا من بينِ كل العيوب أو الاضطرابات الخلقيّة التي قد تمسّ الأسنان ولا تأثير خطير له باستثناء بعض المشاكل أو العراقيل عندَ الكلام هذا إلى جانبٍ مشاكل من حيثُ جمال الفم وخاصّة عندَ الابتسامة. كما ذُكر من قبل فإنّ اضطراب انعدام الأسنان هو نادر وغيرُ شائع فيما ينتشرُ اضطراب نقص الأسنان بنسبة 0.1 - 0.7% في الأسنان اللبنية و3 - 7.5% على مستوى الأسنان الدائمة.

## حالة متشابهة
كثيرًا ما يرتبطُ اضطراب انعدام الأسنان أو حتى اضطراب قلّة الأسنان مع متلازمات أخرى على غِرار متلازمة جاردنر أو حتى متلازمات أخرى تتعلقُ بتواجد الأسنان اللبنية مُقابل غياب الأسنان الدائمة.

## مضاعفات
تختلفُ المضاعفات المرتبطة باضطراب انعدام الأسنان من شخصٍ لآخر ويُمكنُ حصرها بشكلٍ عام في بعض المشاكل التي تتعلقُ يا بالمظهر الجمالي أو بوظيفة المضغ أو طريقة الكلام.

## العلاج
يُمكن علاج مثل هذه الاضطرابات باللجوء إلى الجراحات الترقيعيّة من خِلال استبدال الأسنان المفقودة كما يُمكن الاعتماد على تقنيّة زراعة الأسنان أو حتى الأطقم. تُساعد مثل هاته الأنواع من العلاجات في إعطاء المرضى الذين يُعانون من انعدام الأسنان مظهرًا أكثر جماليا وراحة أكبر عندَ الكلام وكذا عندَ الأكل. في حالة المرضى الأصغر سنًا فعادةً ما ينصحُ الطبيب باللجوء إلى الزرع الاصطناعي للأسنان على مستوى الفك السفلي لما أثبتهُ من نتائج. وبشكلٍ عام فإنّ زراعة الأسنان تُعطي شعورًا أكثر بالراحة وجمالية أكثر بالمقارنة مع استخدام الطرق التقليديّة في علاج مثلِ هذه الاضطرابات.